# 佩德里
佩德羅·貢薩雷斯·洛佩斯（西班牙語：Pedro González López；2002年11月25日—），簡稱佩德里（西班牙語：Pedri），西班牙足球運動員，司職進攻中場或邊鋒，現時效力西甲球會巴塞隆納及西班牙國家足球隊，現役足壇年青新生代中場之一。

## 俱樂部生涯
生於加那利群島的特格斯特，佩德里於2018年加盟群島上最大的球隊拉斯帕馬斯。2019年7月15日，佩德里以16歲之齡簽下第一份職業合同，並被主帥佩佩·梅爾於隔年升至一線隊。佩德里於2019年8月完成在西乙的一線隊首秀。2019年9月19日，於對希洪競技的比賽中攻入第一顆職業生涯進球。
佩德里從小為巴塞隆納球迷，也曾經前往皇家馬德里試訓，但並未有被接受。時任拉斯帕馬斯的主帥佩佩·梅爾出身皇家馬德里青訓，曾推薦佩德里給皇家馬德里，但最終沒有結果。巴塞隆納於2020年夏季轉會窗正式簽下佩德里，但由於中場陣容冗贅，拜仁慕尼黑曾試圖向巴塞隆納租借佩德里，在成功清洗多位中場球員後，佩德里獲得一線隊號碼16號。
2021年10月中旬，佩德里与巴塞罗那签署了一份新合同，其中包含破纪录的10亿欧元（15.7亿美元）解约条款。

## 國家隊生涯
2020年2月，他在U19比賽中首次亮相，同年，他也首次參加西班牙21歲以下國家足球隊比賽。
佩德里在2021年3月收到了西班牙國家足球隊的徵召，這是他首次入選國家隊，並在2022年世界盃外圍賽上參加了對陣希臘、格魯吉亞以及科索沃的比賽。
2021年6月28日，佩德里在2020年歐洲國家盃十六強賽5-3勝克羅埃西亞的比賽中踢進烏龍球，原判定為門將烏奈·西蒙，後確認為佩德里。7月13日，佩德里當選2020年歐洲國家盃最佳陣容。
2021年8月7日，佩德里在2020年夏季奥林匹克运动会男子足球比赛金牌爭奪戰出場而達成第73次出場，超越葡萄牙球員布鲁诺·费尔南德斯成为2020-21賽季出場次數最多的球員。
2022年11月，佩德里當選西班牙出戰2022年國際足協世界盃的26人大名單。最终西班牙在点球大战中负于该届赛事的大黑马摩洛哥，止步16强。
2024年欧洲足球锦标赛，季中多次受伤的佩德里最终顺利入选西班牙队大名单。在该届赛事中，他于四分之一决赛对阵德国的比赛中，被赛后退役的托尼·克罗斯铲伤下场并无缘半决赛与决赛。不过，最终西班牙在决赛中战胜英格兰，第四次获得欧锦赛冠军。

## 個人生活
佩德里從小的偶像為巴塞隆納傳奇球員伊涅斯塔，也會學著伊涅斯塔的踢球方式，然而加盟巴塞隆納後，佩德里也將荷蘭中場德容作為榜樣。

## 榮譽

### 俱樂部
巴塞隆納
- 西班牙國王盃冠軍 : 2020-21
- 西班牙超級盃冠軍 : 2022–23[10]
- 西甲冠軍 : 2022-23[11]

### 國家隊
西班牙
- 欧洲足球锦标赛冠军：2024年
- 歐洲國家聯賽亞軍：2024–25[12]

 西班牙U23
- 奧林匹克運動會足球比賽亞軍：2020年

### 個人
- 歐洲國家盃 最佳青年球員：2020
- 歐洲國家盃 最佳陣容：2020[7]
- 歐洲金童獎 : 2021

## 外部連結
- Soccerway資料庫：佩德里